# Seleção Kosovar de Voleibol Feminino
A seleção kosovar de voleibol feminino é uma equipe europeia composta pelas melhores jogadoras de voleibol do Kosovo. A equipe ocupa 40 posição do  ranking mundial da FIVB segundo dados de 6 de outubro de 2015.